# 千葉県道171号加茂長南線
千葉県道171号加茂長南線（ちばけんどう171ごう かもちょうなんせん）は、千葉県市原市と長生郡長南町を結ぶ一般県道。

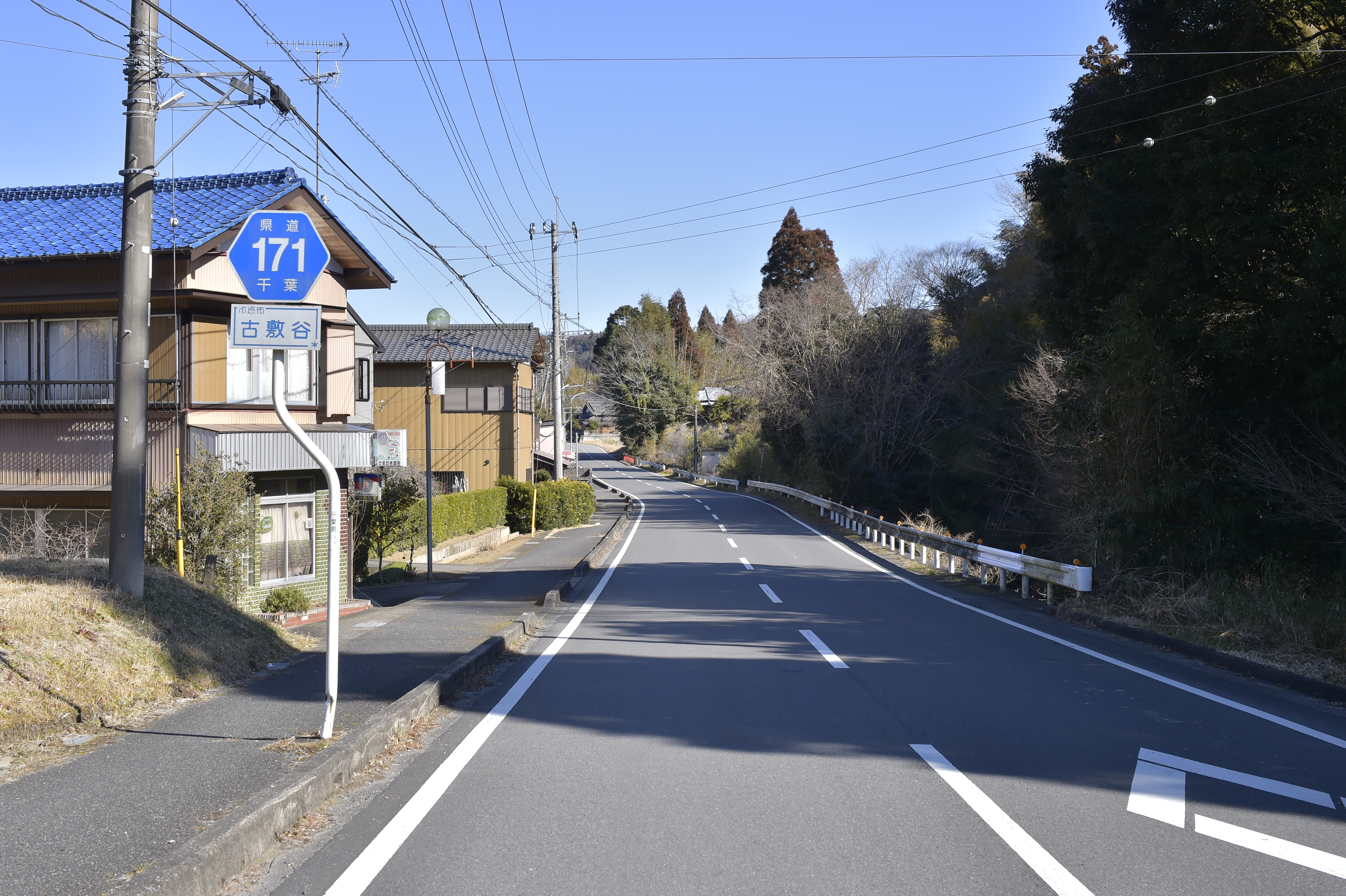
千葉県道171号加茂長南線
市原市古敷谷（2023年2月）

## 路線データ
- 起点：市原市徳氏[1]（千葉県道81号市原天津小湊線交点）
- 終点：長生郡長南町蔵持[1]（蔵持交差点、国道409号交点）
- 総延長：*.* km（市原土木事務所管内：*.* km、長生土木事務所管内：1.712 km）
- 重用延長：*.* km（市原土木事務所管内：*.* km、長生土木事務所管内：0.0 km）
- 実延長：12.630 km（市原土木事務所管内：10.918 km[1]、長生土木事務所管内：1.712 km[2]）

## 路線状況

### 重複区間
- 千葉県道173号南総月出線（市原市古敷谷） ※一部重複
- 国道297号（市原市田尾） ※一部重複

### 道路施設
- 徳氏隧道（延長150m、1899年完成）
- 茗荷沢隧道（延長約50m）※現在開削撤去済み
- 鶴舞第一隧道（市原市鶴舞：延長48m、1969年完成）[3]
- 奥野トンネル（延長105m、2004年完成）
- 奥野隧道（延長70m、1959年完成）※2004年、奥野トンネル開通に伴い閉鎖。

## 地理

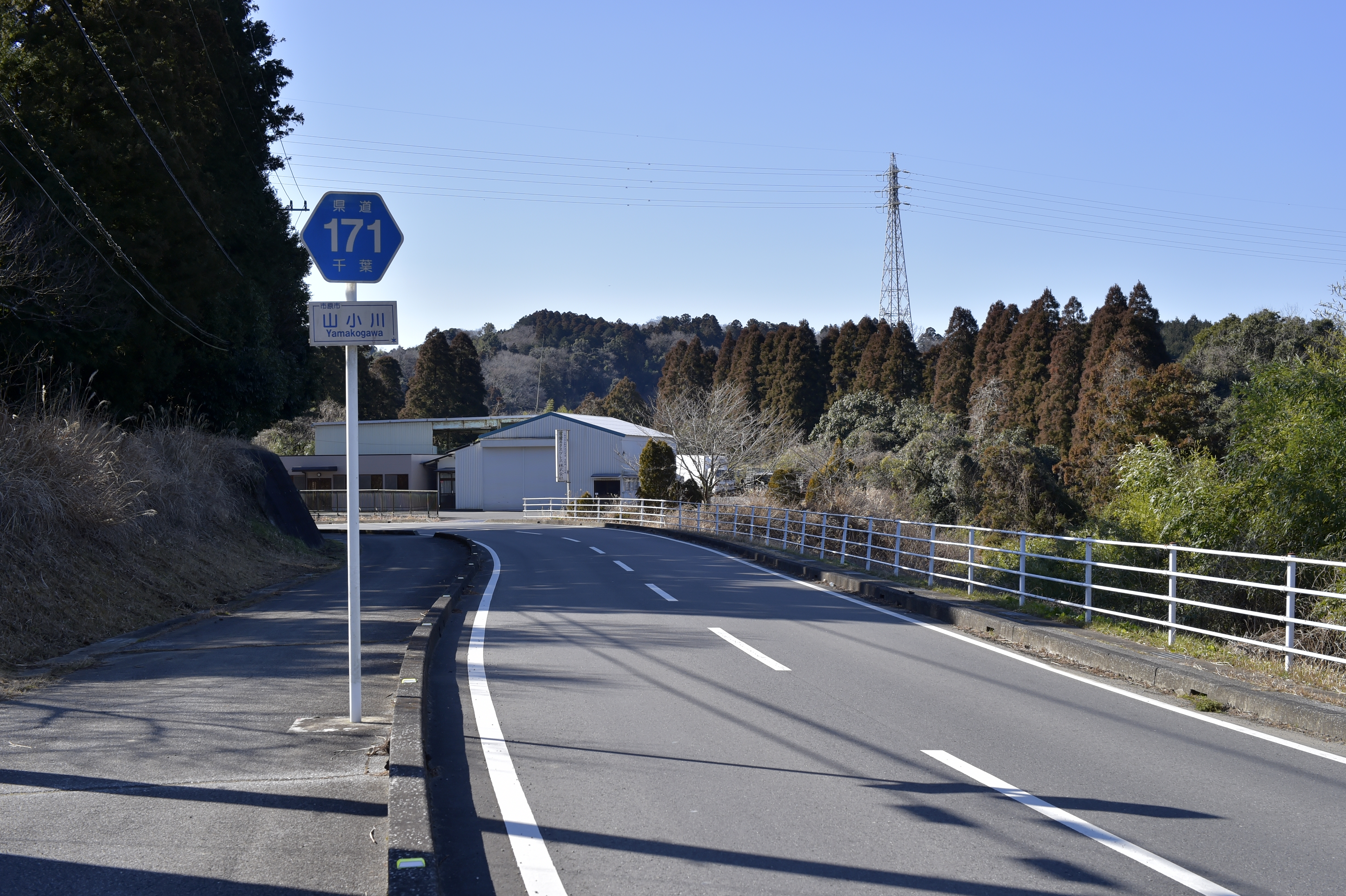
市原市山小川（2023年2月）

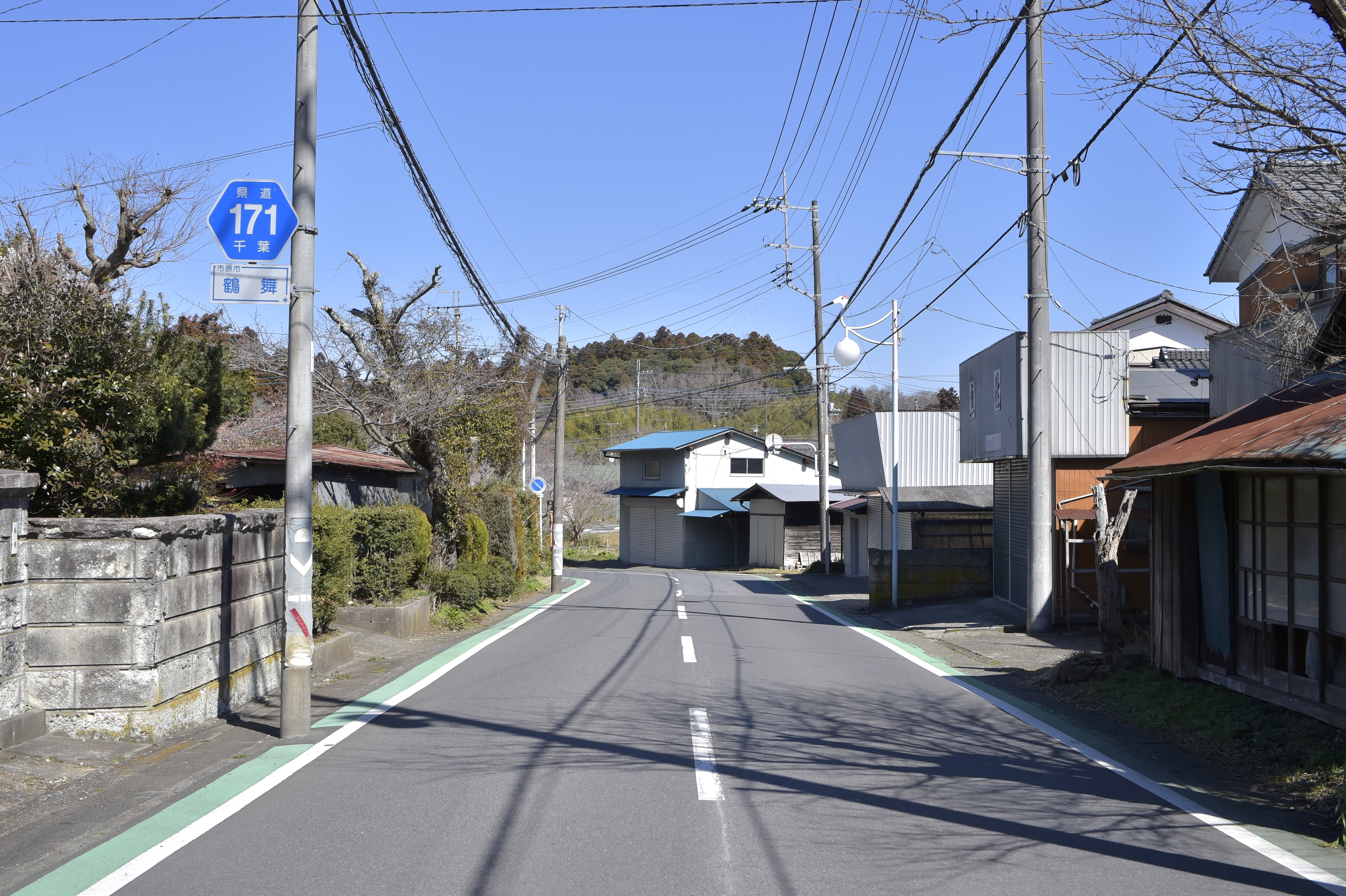
市原市鶴舞（2023年2月）

### 通過する自治体
- 千葉県
  - 市原市 - 長生郡長南町

### 交差する道路
- 千葉県道81号市原天津小湊線 - 市原市徳氏（起点）
- 千葉県道173号南総月出線 - 市原市古敷谷 ※一部重複
- 国道297号 - 市原市田尾 ※一部重複
- 千葉県道168号鶴舞馬来田停車場線 - 市原市田尾
- 千葉県道284号鶴舞牛久線 - 市原市鶴舞（鶴舞交差点）
- 国道409号 - 長生郡長南町蔵持（蔵持交差点、終点）